# Chlamydonia fauveli
Chlamydonia fauveli är en skalbaggsart som beskrevs av Michael S. Caterino 2006. Chlamydonia fauveli ingår i släktet Chlamydonia och familjen stumpbaggar. Inga underarter finns listade i Catalogue of Life.